# امپراتریس تسائو (دودمان هان)
کائو جیه (۱۹۷ میلادی الی ۲ ژوئیه ۲۶۰ میلادی)، رسماً شناخته شده با امپراتریس شیانمو، یکی از امپراتریس‌های هان پسین از دودمان هان چین بود. او دومین همسر امپراتور شیان، واپسین امپراتور دودمان هان بود. پس از خلع مقام لیو شیه از امپراتور دودمان هان به دوک شانیانگ، کائو جیه نیز نام رسمی‌اش از امپراتریس کائو هان به دوشس شانیانگ تغییر یافت.